# Lista de Estados monárquicos atuais por membresia internacional

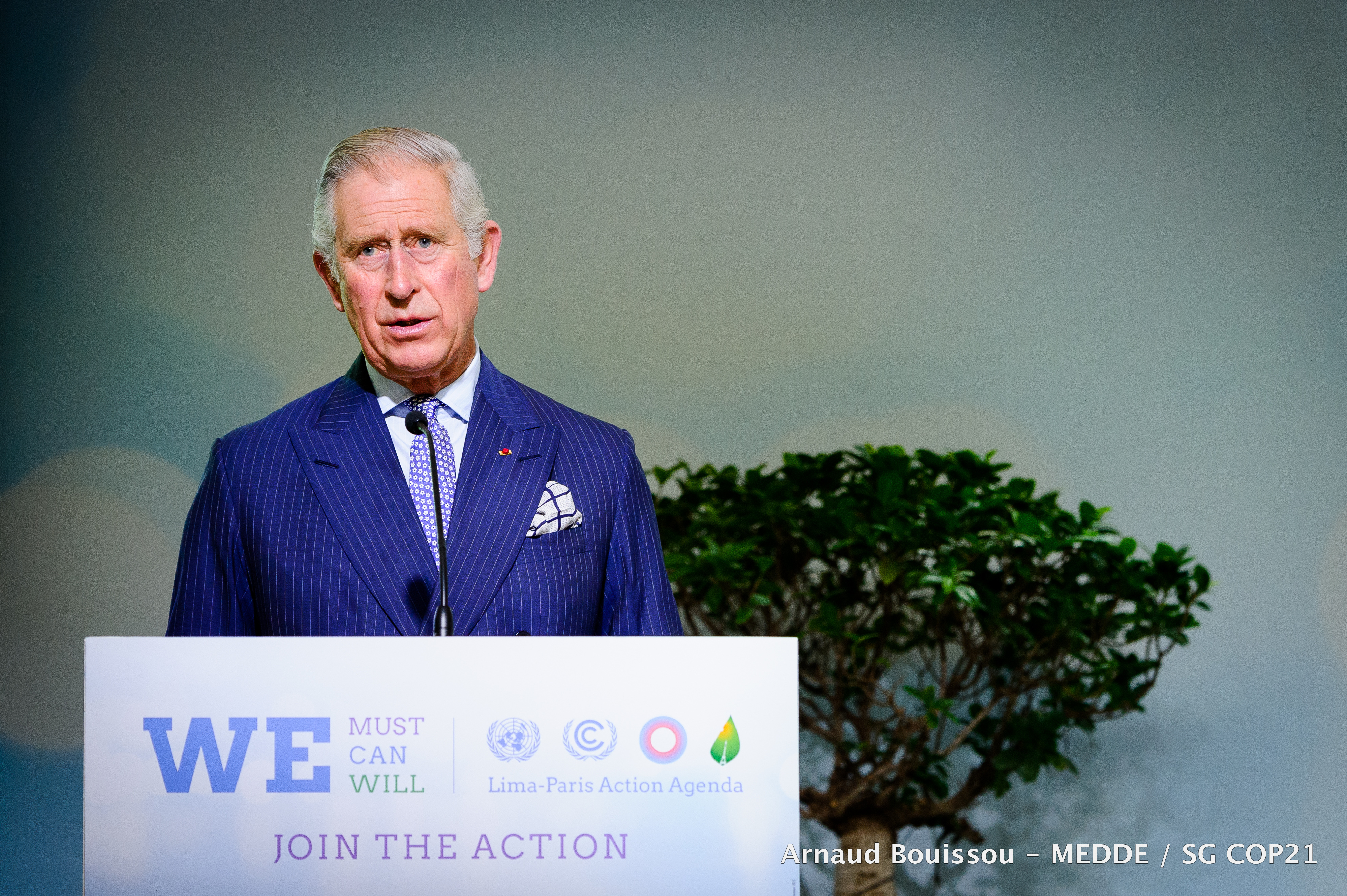
A ampla participação do Reino Unido em organismos internacionais pode ser elencado como resultado de seu extenso império colonial. Na foto, o então Príncipe Carlos discursa na COP 21, em 2015.

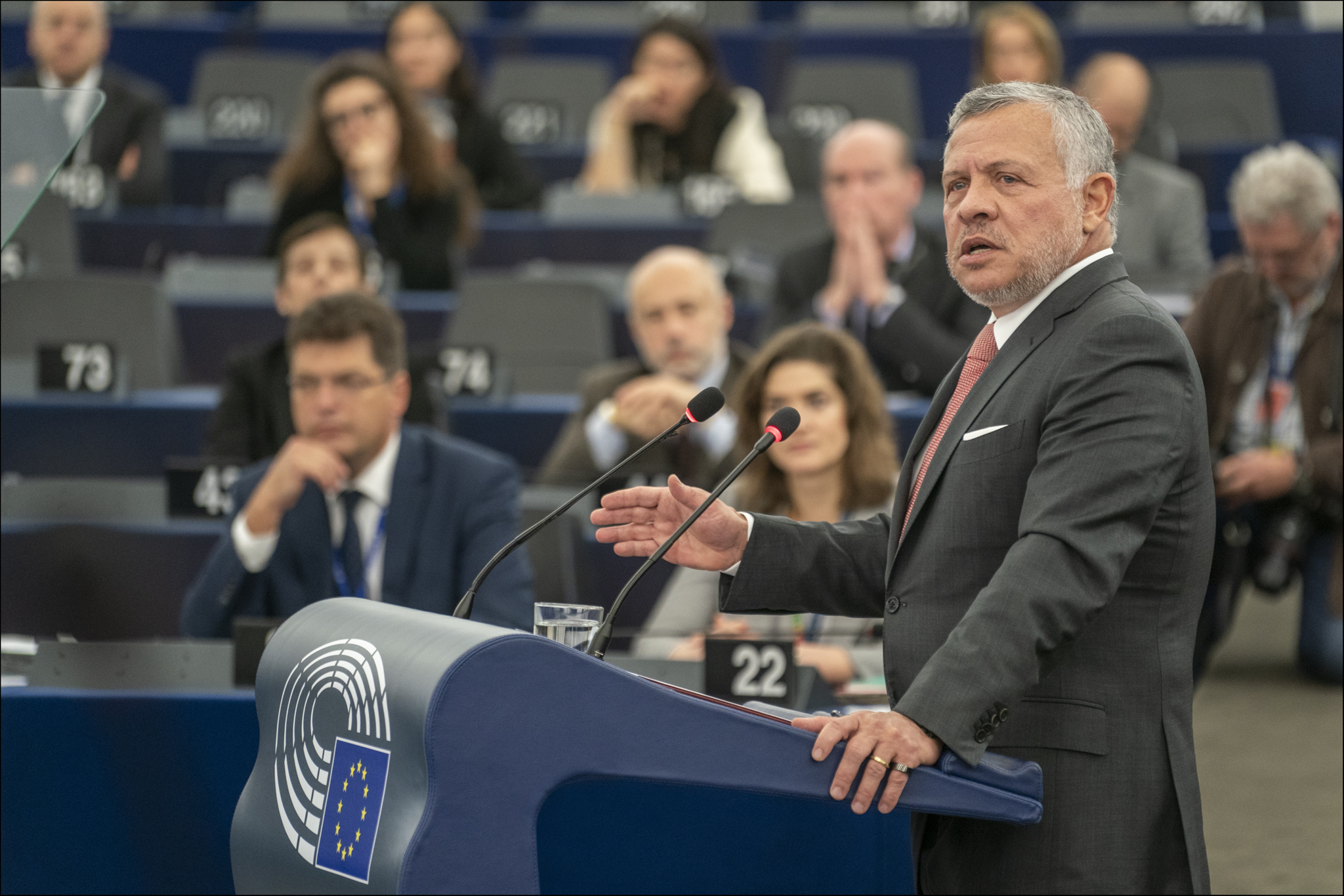
O Rei Abdullah II discursa perante o Parlamento Europeu, em Estrasburgo, em 2020. As monarquias modernas têm buscado manter ou aprofundar suas relações com as organizações internacionais.

Este artigo lista os Estados monárquicos atuais de acordo com sua membresia em organizações internacionais em atividade. No mundo contemporâneo, a maior parte dos Estados monárquicos desempenham um papel de protagonismo político regional ou global, sendo comum sua membresia nas mais variadas organizações internacionais. Normalmente, a associação destas monarquias às organizações é resultado de um longo histórico de envolvimento nas principais questões econômicas globais e reflete os interesses e estratégias políticas de seus respectivos governos no cenário do mundo globalizado. Estados monárquicos contemporâneos, como o Japão e a maioria das monarquias europeias, desempenharam um papel significativo na condução das relações sociopolíticas mundiais desde a era moderna. Entre os séculos XV e XIX, alguns destes países envolveram-se no processo de expansão marítima europeia e, por conseguinte, estabeleceram extensos impérios coloniais ao redor do globo.
A maioria dos Estados monárquicos atuais configuram-se como monarquias constitucionais e, portanto, são representados diretamente pelos seus chefes de governo no âmbito das relações internacionais. Neste sentido, as relações exteriores destes países costumam ser administradas como parte efetiva do governo executivo e, portanto, não estão sob condução direta da pessoa do monarca.
Apesar das organizações internacionais seguirem critérios geográficos, económicos e ideológicos, há algumas monarquias contemporâneas que se agrupam em organizações internacionais que refletem sua herança cultural comum e estruturas de governo compartilhadas, como é o caso dos Reinos da Comunidade das Nações. A Commonwealth, como é eventualmente chamada, inclui quinze Estados monárquicos que são governados pelo Soberano britânico e não estão necessariamente alinhados diplomaticamente ou compartilham dos mesmos interesses globais. Por outro lado, há o caso do Conselho de Cooperação do Golfo que foi fundado com o intuito de reunir países da região do Golfo Pérsico principalmente sob o viés econômico, mas que eventualmente reúne apenas Estados monárquicos. A Organização das Nações Unidas, um dos mais abrangentes organismos internacionais, inclui 33 Estados monárquicos como seus Estados-membros enquanto reconhece parcialmente a existência de alguns outros. O Vaticano, que possui um longínquo histórico de relativa neutralidade em questões econômicas e políticas tensas, possui o status de Membro Observador que lhe permite a participação efetiva na Assembleia Geral das Nações Unidas, mas restringe sua atuação em demais agências especializadas que atuam diretamente em questões políticas.

## Estados monárquicos por membresia internacional
| Estado            | Organizações internacionais | Organizações internacionais | Organizações internacionais | Organizações internacionais | Organizações internacionais | Organizações internacionais | Organizações internacionais | Organizações internacionais | Organizações internacionais | Organizações internacionais | Organizações internacionais | Organizações internacionais | Organizações internacionais | Organizações internacionais | Organizações internacionais | Organizações internacionais | Organizações internacionais |   |
| Estado            | ONU                         | CSNU                        | OTAN                        | G7                          | G20                         | FMI                         | GBM                         | OMC                         | UE                          | CdE                         | LA                          | ASEAN                       | OEA                         | UA                          | OPEP                        | OECD                        | APEC                        |   |
| ----------------- | --------------------------- | --------------------------- | --------------------------- | --------------------------- | --------------------------- | --------------------------- | --------------------------- | --------------------------- | --------------------------- | --------------------------- | --------------------------- | --------------------------- | --------------------------- | --------------------------- | --------------------------- | --------------------------- | --------------------------- | - |
| Estado            | Andorra                     | Sim                         | —                           | —                           | —                           | —                           | —                           | Sim                         | Sim                         | —                           | Sim                         | —                           | —                           | —                           | —                           | —                           | —                           | — |
| Antígua e Barbuda | Sim                         | —                           | —                           | —                           | —                           | Sim                         | Sim                         | Sim                         | —                           | —                           | —                           | —                           | Sim                         | —                           | —                           | —                           | —                           |   |
| Arábia Saudita    | Sim                         | —                           | —                           | —                           | Sim                         | Sim                         | Sim                         | Sim                         | —                           | —                           | Sim                         | —                           | —                           | —                           | Sim                         | —                           | —                           |   |
| Austrália         | Sim                         | —                           | —                           | —                           | Sim                         | Sim                         | Sim                         | Sim                         | —                           | —                           | —                           | —                           | —                           | —                           | —                           | Sim                         | Sim                         |   |
| Bahamas           | Sim                         | —                           | —                           | —                           | —                           | Sim                         | Sim                         | Sim                         | —                           | —                           | —                           | —                           | Sim                         | —                           | —                           | —                           | —                           |   |
| Bahrein           | Sim                         | —                           | —                           | —                           | —                           | Sim                         | Sim                         | Sim                         | —                           | —                           | Sim                         | —                           | —                           | —                           | —                           | —                           | —                           |   |
| Bélgica           | Sim                         | —                           | Sim                         | —                           | —                           | Sim                         | Sim                         | Sim                         | Sim                         | Sim                         | —                           | —                           | —                           | —                           | —                           | Sim                         | —                           |   |
| Belize            | Sim                         | —                           | —                           | —                           | —                           | Sim                         | Sim                         | Sim                         | —                           | —                           | —                           | —                           | Sim                         | —                           | —                           | —                           | —                           |   |
| Brunei            | Sim                         | —                           | —                           | —                           | —                           | Sim                         | Sim                         | Sim                         | —                           | —                           | —                           | Sim                         | —                           | —                           | —                           | —                           | Sim                         |   |
| Butão             | Sim                         | —                           | —                           | —                           | —                           | Sim                         | Sim                         | Sim                         | —                           | —                           | —                           | Sim                         | —                           | —                           | —                           | —                           | —                           |   |
| Camboja           | Sim                         | —                           | —                           | —                           | —                           | Sim                         | Sim                         | Sim                         | —                           | —                           | —                           | Sim                         | —                           | —                           | —                           | —                           | —                           |   |
| Canadá            | Sim                         | —                           | Sim                         | Sim                         | Sim                         | Sim                         | Sim                         | Sim                         | —                           | —                           | —                           | —                           | Sim                         | —                           | —                           | Sim                         | Sim                         |   |
| Catar             | Sim                         | —                           | —                           | —                           | —                           | Sim                         | Sim                         | Sim                         | —                           | —                           | Sim                         | —                           | —                           | —                           | —                           | —                           | —                           |   |
| Dinamarca         | Sim                         | —                           | Sim                         | —                           | —                           | Sim                         | Sim                         | Sim                         | Sim                         | Sim                         | —                           | —                           | —                           | —                           | —                           | —                           | —                           |   |
| Emirados Árabes   | Sim                         | —                           | —                           | —                           | —                           | Sim                         | Sim                         | Sim                         | —                           | —                           | Sim                         | —                           | —                           | —                           | Sim                         | —                           | —                           |   |
| Espanha           | Sim                         | —                           | Sim                         | —                           | Sim                         | Sim                         | Sim                         | Sim                         | Sim                         | Sim                         | —                           | —                           | —                           | —                           | —                           | Sim                         | —                           |   |
| Japão             | Sim                         | —                           | —                           | Sim                         | Sim                         | Sim                         | Sim                         | Sim                         | —                           | —                           | —                           | —                           | —                           | —                           | —                           | Sim                         | Sim                         |   |
| Jordânia          | Sim                         | —                           | —                           | —                           | —                           | Sim                         | Sim                         | Sim                         | —                           | —                           | Sim                         | —                           | —                           | —                           | —                           | —                           | —                           |   |
| Kuwait            | Sim                         | —                           | —                           | —                           | —                           | Sim                         | Sim                         | Sim                         | —                           | —                           | Sim                         | —                           | —                           | —                           | Sim                         | —                           | —                           |   |
| Lesoto            | Sim                         | —                           | —                           | —                           | —                           | Sim                         | Sim                         | Sim                         | —                           | —                           | —                           | —                           | —                           | Sim                         | —                           | —                           | —                           |   |
| Liechtenstein     | Sim                         | —                           | —                           | —                           | —                           | Sim                         | Sim                         | —                           | —                           | Sim                         | —                           | —                           | —                           | —                           | —                           | —                           | —                           |   |
| Luxemburgo        | Sim                         | —                           | Sim                         | —                           | —                           | Sim                         | Sim                         | Sim                         | Sim                         | Sim                         | —                           | —                           | —                           | —                           | —                           | —                           | —                           |   |
| Malásia           | Sim                         | —                           | —                           | —                           | —                           | Sim                         | Sim                         | Sim                         | —                           | —                           | —                           | Sim                         | —                           | —                           | —                           | —                           | Sim                         |   |
| Marrocos          | Sim                         | —                           | —                           | —                           | —                           | Sim                         | Sim                         | Sim                         | —                           | —                           | Sim                         | —                           | —                           | Sim                         | —                           | —                           | —                           |   |
| Mónaco            | Sim                         | —                           | —                           | —                           | Sim                         | Sim                         | Sim                         | Sim                         | —                           | Sim                         | —                           | —                           | —                           | —                           | —                           | —                           | —                           |   |
| Noruega           | Sim                         | —                           | Sim                         | —                           | —                           | Sim                         | Sim                         | Sim                         | —                           | Sim                         | —                           | —                           | —                           | —                           | —                           | Sim                         | —                           |   |
| Nova Zelândia     | Sim                         | —                           | —                           | —                           | —                           | Sim                         | Sim                         | Sim                         | —                           | —                           | —                           | —                           | —                           | —                           | —                           | Sim                         | Sim                         |   |
| Omã               | Sim                         | —                           | —                           | —                           | —                           | Sim                         | Sim                         | Sim                         | —                           | —                           | Sim                         | —                           | —                           | —                           | —                           | —                           | —                           |   |
| Países Baixos     | Sim                         | —                           | Sim                         | —                           | —                           | Sim                         | Sim                         | Sim                         | Sim                         | Sim                         | —                           | —                           | —                           | —                           | —                           | Sim                         | —                           |   |
| Reino Unido       | Sim                         | P5                          | Sim                         | Sim                         | Sim                         | Sim                         | Sim                         | Sim                         | —                           | Sim                         | —                           | —                           | —                           | —                           | —                           | Sim                         | —                           |   |
| Suécia            | Sim                         | —                           | Sim                         | —                           | —                           | Sim                         | Sim                         | Sim                         | Sim                         | Sim                         | —                           | —                           | —                           | —                           | —                           | Sim                         | —                           |   |
| Tailândia         | Sim                         | —                           | —                           | —                           | —                           | Sim                         | Sim                         | Sim                         | —                           | —                           | —                           | Sim                         | —                           | —                           | —                           | —                           | Sim                         |   |
| Tonga             | Sim                         | —                           | —                           | —                           | —                           | Sim                         | Sim                         | Sim                         | —                           | —                           | —                           | —                           | —                           | —                           | —                           | —                           | —                           |   |
| Vaticano          | O                           | —                           | —                           | —                           | —                           | —                           | —                           | —                           | —                           | —                           | —                           | —                           | —                           | —                           | —                           | —                           | —                           |   |